# 劉崇傑

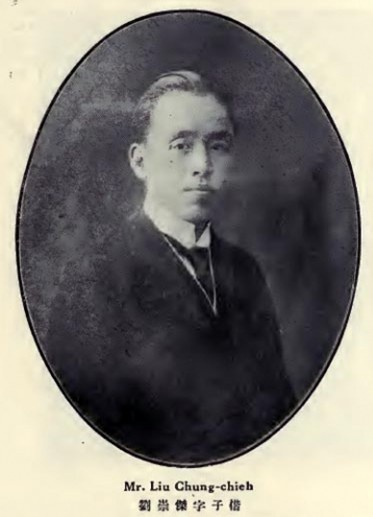

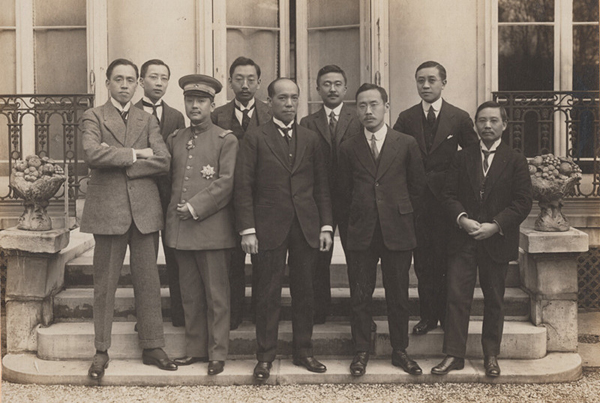
1919年，中国欧洲考察团在巴黎的合影。左二为蒋百里、左三为梁启超、左四为张君劢。左一應為1919年巴黎和会中國五人代表團之一的劉崇傑.后排左二为丁文江，后排右一为徐新六

刘崇杰（1880年—1956年），字子楷，福建福州府侯官縣人，清朝及中华民国外交官。

## 生平
劉崇傑來自福州龍山劉氏家族，祖父劉齊銜，父劉學恂，劉崇傑為劉學恂第三子，長兄劉崇佑。從兄劉瀛。
清朝光绪三十二年（1906年），刘崇杰自日本早稻田大学政治经济科毕业。归国后，历任福建法政学堂监督兼教务长、学部福建学务视察员。此后，刘崇杰转入外交界任职，宣统二年（1910年）起，任驻日本使馆一等参赞。
中华民国成立后，刘崇杰留任驻日本使馆一等参赞，后升为一等秘书、驻横滨领事。民国5年（1916年），代理中国驻日本公使。民国6年（1917年），任国务院参议兼外交部参事。民国8年（1919年），任出席巴黎和会中国代表团专门委员。民国9年（1920年），任驻西班牙兼葡萄牙公使，六年后任满归国。
民国21年（1932年），刘崇杰随国际联盟李顿调查团考察东三省被日本占领情况。同年6月，任国民政府外交部常务次长。民国22年（1933年），转任驻德国兼奥地利公使。民国23年（1934年），专任驻德国公使。民国24年（1935年），调任驻奥地利公使。1937年4月3日，國民政府令免劉崇杰駐奧地利特命全權大使本職:5396。